# Pseudotremia lusciosa
Pseudotremia lusciosa är en mångfotingart som först beskrevs av Loomis 1939.  Pseudotremia lusciosa ingår i släktet Pseudotremia och familjen Cleidogonidae. Inga underarter finns listade i Catalogue of Life.